# Катастрофа Boeing 727 под Медельином
Катастрофа Boeing 727 под Медельином — крупная авиационная катастрофа, произошедшая в среду 19 мая 1993 года в окрестностях Медельина. В результате столкновения с горой разбился Boeing 727-46, при этом погибли 132 человека.

## Самолёт
Boeing 727-46 с бортовым номером HK-2422X (заводской — 18876, серийный — 217) был выпущен корпорацией The Boeing Company в 1965 году и свой первый полёт совершил 30 декабря. Его три турбореактивных двигателя были модели Pratt & Whitney JT8D-7A и развивали тягу по 12 600 фунтов. Первым собственником самолёта стала компания Japan Airlines, которая получила его 7 января 1966 года и эксплуатировала под бортовым номером JA8309. 16 ноября 1972 года авиалайнер был взят в лизинг компанией Korean Air, при этом он также был перерегистрирован и получил новый бортовой номер HL7309. 9 ноября 1980 года Korean Air его выкупила и продала уже компании Sociedad Aeronáutica de Medellín (SAM), где авиалайнеру присвоили бортовой номер HK-2422 (HK-2422X).

## Катастрофа
Самолёт выполнял рейс 507 по маршруту Панама — Медельин — Богота. В 14:18 он вылетел из панамского аэропорта Токумен и после набора высоты занял эшелон 160 (16 тысяч футов или 4,88 километра). На его борту находились 7 членов экипажа (командир Маурисио Освальдо Вакка Мехия (исп. Mauricio Oswaldo Vacca Mejía), второй пилот Жулио Сезар Андраде Гранадос (исп. Julio César Andrade Granados), бортинженер Хайме Эдуардо Мартинес Басальо (исп. Jaime Eduardo Martínez Basallo) и 4 бортпроводника) и 125 пассажиров, включая группу стоматологов, направлявшихся на конференцию.
В Медельине была гроза, а его радиомаяк ранее был атакован террористами и в результате не работал. На подходе к Медельину экипаж связался с диспетчером Медельинского аэропорта Кордова и доложил о пролёте Абехорраля. Не определив положение самолёта по радару, диспетчер дал разрешение на снижение до высоты 120 (12 тысяч футов или 3,66 километра). Вскоре связь с экипажем прекратилась. После неоднократных попыток связаться с пилотами диспетчеры объявили чрезвычайное положение.
Из-за отказа радиомаяка пилоты на самом деле неверно определили своё местоположение и ещё не долетели до Абехораля. Снижающийся в сложных погодных условиях, Боинг пролетел над Сантой-Барбарой и в 15:04 на высоте 12 300 футов (3749 метров) врезался в гору Парамо-Фронтино в 25 милях (40 километров) от Медельинского аэропорта. Все 132 человека на борту погибли. На 2020 год это третья по числу жертв авиакатастрофа в Колумбии.